# 让-皮埃尔·艾涅尔
让-皮埃尔·艾涅尔（法語：Jean-Pierre Haigneré，1948年5月19日—），前法国国家太空研究中心宇航员。

## 生平
1948年5月19日生于法国巴黎。1971年毕业于法国空军学院（普罗旺斯地区萨隆）。1973年在图尔获得战斗机飞行员驾驶执照，在军队主要驾驶幻影5、幻影3E战斗机。1981年毕业于英国皇家试飞员学校，回国后在奥尔日河畔布雷蒂尼飞行测试中心担任幻影2000战斗机试飞员。1983年任首席试飞员。累计飞行时间超过5500小时。
1985年9月被法国国家太空研究中心选为宇航员，参与了赫尔墨斯号航天飞机项目的研发工作。1990年12月，他作为托格尼尼的替补，在莫斯科州星城的加加林宇航员培训中心接受飞行训练。1993年7月1日，他和齐布利耶夫、谢列布罗夫搭乘联盟TM-17前往和平号空间站。7月22日搭乘联盟TM-16返回地球。1998年6月，他加入了欧洲空间局宇航员队伍。
1999年2月，他与俄罗斯宇航员阿法纳西耶夫和斯洛伐克人伊万·贝拉搭乘联盟TM-29飞船与和平号空间站对接。期间进行了1次舱外任务。1999年8月28日，他与阿法纳西耶夫和阿夫杰耶夫乘坐联盟TM-29离开即将停用的和平号空间站。

## 家庭
妻子克洛迪·艾涅尔也是宇航员，两人于2001年结婚。

## 荣誉
法国
- 法国荣誉军团指挥官勋章（2000年7月20日）
- 国家功绩骑士勋章

苏联/俄罗斯
- 人民友谊勋章（1992年8月11日）
- 个人英勇勋章（1993年7月23日）
- 勇气勋章（2000年8月23日）
- 太空探索優異獎章（2011年4月12日）[4]

国际
- 小行星135268以“艾涅尔”命名。